# Битва при Сан-Марсиаль
Битва при Сан-Марсиаль произошла во время Пиренейской войны 31 августа 1813 года. Испанская армия Галисии во главе с Мануэлем Фрейре отбила последнее крупное наступление маршала Никола Сульта против армии британского маркиза Веллингтона.

## Предыстория
Веллингтон подошел к Сан-Себастьяну после кампании в Витории и осадил город в июле 1813 года, стремясь завоевать эту важную прибрежную крепость; французская армия в это время отступала на восток, залечивая раны, полученные при Витории. Сан-Себастьян и Памплона находились на флангах Веллингтона, охраняя подступы к французской границе, и их нужно было вырвать из рук французов, прежде чем союзники смогли бы проводить операции во Франции. Однако Веллингтон недооценил находчивость и решительность французского гарнизона и его талантливого командира, бригадного генерала Луи Эмманюэля Рея. Британские атаки получили весьма кровавый отпор; в результате сражения 26 июля они потеряли 600 убитых. Прежде чем Веллингтон смог организовать новую атаку, до него дошли новости, что Сульт восстановил французскую армию и вновь появился на востоке — на несколько недель раньше, чем ожидал Веллингтон, — и союзники сняли осаду, чтобы противостоять ему.
В то время как Веллингтон сражался против Сульта в битве при Пиренеях, лейтенант-генерал Томас Грэхэм продолжал блокаду Сан-Себастьяна и готовился к возобновлению осады 26 августа. Для противостояния попыткам Сульта снять осаду была возведена линия лёгких укреплений, а до самых берегов Бидасоа были установлены мощные кордоны. В дополнение к англо-португальским дивизиям в Вере, Лесаке и Ируне, этот заслон включал в себя испанские 3-й, 5-й и 7-й дивизии на высотах Сан-Марсиаль, а также две бригады 4-й дивизии в резерве (образуя Четвертую испанскую армию под командованием Фрейре, известную также как «Армия Галисии»). После четырёх недель отдыха Сульт готовил последний рывок на Сан-Себастьян, сосредоточив все свои девять дивизий в Эноа для атаки в окрестностях Сан-Марсиаль. Ни французские, ни испанские войска не могли похвастаться высоким боевым духом; французы были деморализованы своими недавними отступлениями, в то время как одетые в лохмотья войска Фрейре, окончательно забытые испанским комиссариатом, уже несколько дней не видели полноценного пайка. Позади них союзная армия увязла в отчаянной борьбе за Сан-Себастьян, которая только 31 августа стоила им 2376 убитых и раненых.

## Битва
Ранним туманным утром 31 августа семь французских дивизий подкрались к Бидасоа, под прикрытием орудий перейдя её вброд. Позиции союзников в Вере и Ируне были внезапно атакованы и захвачены. Фрейре вовремя узнал об этом и выстроил свои войска в шеренгу на высотах. Французские колонны, перебираясь через труднопроходимую местность, потеряли всякую сплоченность, и подходили к Фрейре в полном беспорядке. Испанцы встретили их дружным залпом и, наступая с примкнутыми штыками, отбросили передовые дивизии Сульта обратно вниз по склону.
В полдень Сульт собрал свои разбитые части и направил свежие войска для второго штурма высот, но шеренга испанских стрелков держалась твёрдо, и нерешительная атака французов была отбита с большими для них потерями. Не в силах удержать своих солдат от бегства через реку, Сульт приказал отступить обратно к Ируне и прекратил наступление, так и не встретив ни одного британца; когда на последнем этапе битвы Фрейре попросил у Веллингтона подкрепление для своих потрёпанных войск, тот ответил: «Поскольку он уже одержал победу, эта честь должна принадлежать только его соотечественникам». Позже в тот же день после кровавой битвы пал Сан-Себастьян, и Сульт отступил на французскую землю.

## Бой в Вере
Днем над Бидасоа прошла сильная гроза с проливными дождями. Когда арьергард генерал-майора Бертрана Клозеля достиг бродов через Бидасоа, уровень воды составлял почти 2 метра. Командир арьергарда, дивизионный генерал Любен Мартен Вандермезен, повёл 10 000 человек вверх по течению к Вере. Мост в Вере длиной 46 метров позволял идти колонной в три или четыре человека шириной, но это был единственный возможный путь для отступления. Отряд из 70 человек 95-го британского стрелкового полка, вооруженные винтовками, под командованием капитана Даниэля Каду удерживал деревню, а на мосту были размещены двое часовых. 1 сентября в 2 часа ночи французы успешно добрались до моста, но дальше идти не могли. В сильный дождь мушкеты французов не стреляли, поэтому им пришлось прибегнуть к штыковой атаке. Тем временем британские стрелки находились в укрытиях, и порох у них оставался сухим. Снова и снова французы пытались овладеть зданиями в конце моста, но каждый раз были отбиты огнём британцев.
Каду послал за помощью в бригаду лёгкой пехотной дивизии, расположенной в миле от него. Невероятно, но генерал-майор Джон Бирн Скерретт отказался прислать помощь. Вместо этого он приказал Каду отступать. Капитан отказался подчиняться и продолжал сдерживать повторные атаки. Через какое-то время Скеррет повторил свой приказ отступать. Каду, который до сих пор потерял только двух своих часовых, неохотно приготовился подчиниться. Однако наступил рассвет, дождь прекратился, и порох французов начал высыхать. Когда британцы покинули здания, французы открыли по ним огонь. Каду и 16 его солдат были убиты, а несколько человек были ранены. Бросив артиллерию, французы прошли через теперь незащищенный мост, сбегая из ловушки. Среди убитых был и Вандермазен.

## Итог
Сражение ознаменовало конец некогда грозной боевой силы Сульта: «уставшие от войны и совершенно подавленные, дивизии Сульта потеряли самообладание и, за исключением нескольких проблесков, никогда больше не сражались с присущим им ранее умением и рвением». Сражение испанцев в Сан-Марсиаль, вместе со сражениями дивизией генерала Хосе Зайса в битве при Ла-Альбуера и армии генерала Франсиско Кастаньоса в битве при Байлене, стало одним из лучших их сражений в Пиренейской войне. Следующим боем стала битва при Бидасоа 7 октября.